# Чемпіонат ФРН з футболу 1963—1964: Бундесліга
Сезон 1963–1964 був дебютним сезоном Бундесліги, найвищого дивізіону футбольної першості ФРН, який, на відміну від свого попередника, Оберліги, не мав регіонального поділу і був загальнонаціональним. Він розпочався 24 серпня 1963 і завершився 9 травня 1964 року.
Автором першого гола в історії Бундесліги став нападник дортмундської «Боруссії» Фрідгельм Конецка, який вразив у першому матчі турніру ворота «Вердера». Першим переможцем Бундесліги став «Кельн», який забезпечив свою перемогу ще за декілька турів до завершення змагання. А перший в історії Бундесліги дует команд, які не змогли уникнути пониження в класі, склали «Пройсен Мюнстер» і «Саарбрюккен».

## Формат змагання
Кожна команда грала з кожним із суперників по дві гри, одній вдома і одній у гостях. Команди отримували по два турнірні очки за кожну перемогу і по одному очку за нічию. Якщо дві або більше команд мали однакову кількість очок, розподіл місць між ними відбувався за співвідношенням забитих і пропущених голів. Команда з найбільшою кількістю очок ставала чемпіоном, а дві найгірші команди вибували до Регіоналліги.

## Учасники
Кількість учасників нового загальнонаціонального футбольного змагання було вирішено затвердити на рівні 16-ти команд. Склад учасників дебютного сезону Бундесліги визначався за двома головними параметрами: рівнем виступів команди в останніх на той час сезонах, а також ступенем розвинутості клубної інфраструктури. У результаті найбільш представленими в новому турнірі виявилися Західний і Південний дивізіони Оберліги (по п'ять команд), три команди представили Північний дивізіон, дві — Південно-західний, а Берлінський дивізіон делегував до Бундесліги одного представника.
Розмитість і певна суб'єктивність критеріїв зарахування до Бундесліги спричинили незадоволеність деяких команд, яких туди не запросили. Зокрема на думку представників «Алеманії» (Аахен) і «Кікерс» (Оффенбах) саме ці команди заслуговували на місця в щойно створеній лізі з огляду на їхні турнірні успіхи протягом останніх на той час дванадцяти сезонів. Втім, погіршення результатів у сезонах, що безпосередньо передували першому розіграшу Бундесліги, завадили цим командам стати його учасниками.
| Клуб                            | Місто              | Дивізіон Оберліги        | Стадіон               | Вміщує  |
| ------------------------------- | ------------------ | ------------------------ | --------------------- | ------- |
| «Боруссія» (Дортмунд)           | Дортмунд           | Оберліга Захід           | Роте Ерде             | 30,000  |
| «Айнтрахт» (Брауншвейг)         | Брауншвейг         | Оберліга Північ          | Айнтрахтштадіон       | 38,000  |
| «Айнтрахт» (Франкфурт-на-Майні) | Франкфурт-на-Майні | Оберліга Південь         | Вальдштадіон          | 87,000  |
| «Гамбург»                       | Гамбург            | Оберліга Північ          | Фолькспаркштадіон     | 80,000  |
| «Герта» (Берлін)                | Берлін             | Оберліга Берлін          | Олімпіаштадіон        | 100,000 |
| «Кайзерслаутерн»                | Кайзерслаутерн     | Оберліга Південний Захід | Бетценберг            | 42,000  |
| «Карлсруе»                      | Карлсруе           | Оберліга Південь         | Вільдпаркштадіон      | 50,000  |
| «Кельн»                         | Кельн              | Оберліга Захід           | Мюнгерсдорфер Штадіон | 76,000  |
| «Майдеріхер»                    | Дуйсбург           | Оберліга Захід           | Ведауштадіон          | 38,500  |
| «Мюнхен 1860»                   | Мюнхен             | Оберліга Південь         | Грюнвальдер           | 51,794  |
| «Нюрнберг»                      | Нюрнберг           | Оберліга Південь         | Штедтішес Штадіон     | 64,238  |
| «Пройсен Мюнстер»               | Мюнстер            | Оберліга Захід           | Пройсенштадіон        | 45,000  |
| «Саарбрюккен»                   | Саарбрюккен        | Оберліга Південний Захід | Людвігспаркштадіон    | 40,000  |
| «Шальке 04»                     | Гельзенкірхен      | Оберліга Захід           | Глюкауф-Кампфбан      | 35,000  |
| «Штутгарт»                      | Штутгарт           | Оберліга Південь         | Неккарштадіон         | 53,000  |
| «Вердер»                        | Бремен             | Оберліга Північ          | Везерштадіон          | 32,000  |

## Турнірна таблиця
| Поз | Команда                         | І  | В  | Н  | П  | ГЗ | ГП | РГ  | О  | Кваліфікація або пониження                    |
| --- | ------------------------------- | -- | -- | -- | -- | -- | -- | --- | -- | --------------------------------------------- |
| 1   | «Кельн» (C)                     | 30 | 17 | 11 | 2  | 78 | 40 | +38 | 45 | Попередній раунд Кубку чемпіонів 1964—1965    |
| 2   | «Майдеріхер»                    | 30 | 13 | 13 | 4  | 60 | 36 | +24 | 39 |                                               |
| 3   | «Айнтрахт» (Франкфурт-на-Майні) | 30 | 16 | 7  | 7  | 65 | 41 | +24 | 39 | Перший раунд Кубку ярмарків 1964—1965         |
| 4   | «Боруссія» (Дортмунд)           | 30 | 14 | 5  | 11 | 73 | 57 | +16 | 33 | Перший раунд Кубку ярмарків 1964—1965         |
| 5   | «Штутгарт»                      | 30 | 13 | 7  | 10 | 48 | 40 | +8  | 33 | Перший раунд Кубку ярмарків 1964—1965         |
| 6   | «Гамбург»                       | 30 | 11 | 10 | 9  | 69 | 60 | +9  | 32 |                                               |
| 7   | «Мюнхен 1860»                   | 30 | 11 | 9  | 10 | 66 | 50 | +16 | 31 | Перший раунд Кубку володарів кубків 1964—1965 |
| 8   | «Шальке 04»                     | 30 | 12 | 5  | 13 | 51 | 53 | −2  | 29 |                                               |
| 9   | «Нюрнберг»                      | 30 | 11 | 7  | 12 | 45 | 56 | −11 | 29 |                                               |
| 10  | «Вердер»                        | 30 | 10 | 8  | 12 | 53 | 62 | −9  | 28 |                                               |
| 11  | «Айнтрахт» (Брауншвейг)         | 30 | 11 | 6  | 13 | 36 | 49 | −13 | 28 |                                               |
| 12  | «Кайзерслаутерн»                | 30 | 10 | 6  | 14 | 48 | 69 | −21 | 26 |                                               |
| 13  | «Карлсруе»                      | 30 | 8  | 8  | 14 | 42 | 55 | −13 | 24 |                                               |
| 14  | «Герта» (Берлін)                | 30 | 9  | 6  | 15 | 45 | 65 | −20 | 24 | Перший раунд Кубку ярмарків 1964—1965         |
| 15  | «Пройсен Мюнстер» (R)           | 30 | 7  | 9  | 14 | 34 | 52 | −18 | 23 | Пониження у класі до Регіоналліги             |
| 16  | «Саарбрюккен» (R)               | 30 | 6  | 5  | 19 | 44 | 72 | −28 | 17 | Пониження у класі до Регіоналліги             |

## Результати
| Команда                         | ГЕР | АЙБ | ВЕР | БРД | АЙФ | ГАМ | КАЙ | КАР | КЕЛ | МАЙ | М60 | ПРМ | НЮР | СРБ | Ш04 | ШТТ |
| ------------------------------- | --- | --- | --- | --- | --- | --- | --- | --- | --- | --- | --- | --- | --- | --- | --- | --- |
| «Герта» (Берлін)                | —   | 1–2 | 5–2 | 0–0 | 1–3 | 1–2 | 2–2 | 2–3 | 0–3 | 5–2 | 3–1 | 2–0 | 1–1 | 3–2 | 1–0 | 0–2 |
| «Айнтрахт» (Брауншвейг)         | 1–1 | —   | 1–1 | 2–0 | 0–3 | 2–1 | 0–1 | 2–0 | 1–1 | 0–0 | 0–1 | 1–0 | 2–0 | 3–1 | 4–3 | 2–0 |
| «Вердер»                        | 2–2 | 2–3 | —   | 3–2 | 4–1 | 4–2 | 2–0 | 0–0 | 1–1 | 1–1 | 4–1 | 4–2 | 2–1 | 0–3 | 1–0 | 2–2 |
| «Боруссія» (Дортмунд)           | 7–2 | 3–0 | 4–3 | —   | 3–0 | 5–2 | 9–3 | 3–2 | 2–3 | 0–0 | 3–3 | 0–0 | 3–1 | 2–1 | 3–0 | 7–1 |
| «Айнтрахт» (Франкфурт-на-Майні) | 4–0 | 3–0 | 7–0 | 2–1 | —   | 2–2 | 1–1 | 0–3 | 2–1 | 2–2 | 5–2 | 3–0 | 2–3 | 3–1 | 4–2 | 3–2 |
| «Гамбург»                       | 5–1 | 2–1 | 1–1 | 2–1 | 3–0 | —   | 7–3 | 1–1 | 1–1 | 3–3 | 5–0 | 5–0 | 2–2 | 4–2 | 3–1 | 1–1 |
| «Кайзерслаутерн»                | 3–0 | 2–1 | 3–0 | 0–1 | 1–1 | 3–2 | —   | 1–0 | 3–3 | 1–1 | 2–1 | 0–0 | 3–1 | 2–4 | 2–3 | 1–3 |
| «Карлсруе»                      | 1–1 | 3–1 | 1–1 | 1–3 | 1–2 | 0–4 | 5–1 | —   | 2–2 | 1–4 | 1–0 | 4–2 | 1–3 | 2–2 | 1–1 | 0–3 |
| «Кельн»                         | 3–1 | 4–1 | 4–3 | 5–2 | 1–1 | 4–1 | 5–1 | 4–0 | —   | 3–3 | 2–2 | 3–0 | 5–0 | 1–3 | 2–2 | 2–1 |
| «Майдеріхер»                    | 1–3 | 5–1 | 1–0 | 3–3 | 3–1 | 4–0 | 3–0 | 2–0 | 2–2 | —   | 3–0 | 0–0 | 0–0 | 3–1 | 3–0 | 3–0 |
| «Мюнхен 1860»                   | 1–2 | 1–1 | 3–2 | 6–1 | 1–1 | 9–2 | 3–0 | 1–0 | 1–3 | 0–0 | —   | 3–1 | 5–0 | 7–1 | 7–1 | 1–1 |
| «Пройсен Мюнстер»               | 4–2 | 0–2 | 1–3 | 1–2 | 1–3 | 1–1 | 1–0 | 0–0 | 0–2 | 4–2 | 0–0 | —   | 0–1 | 2–1 | 2–2 | 4–2 |
| «Нюрнберг»                      | 2–3 | 1–0 | 3–0 | 4–0 | 1–0 | 3–2 | 0–5 | 2–4 | 2–2 | 2–0 | 2–2 | 2–2 | —   | 2–0 | 0–2 | 0–0 |
| «Саарбрюккен»                   | 3–0 | 2–2 | 3–2 | 2–1 | 0–4 | 1–1 | 2–4 | 1–3 | 0–2 | 0–2 | 1–2 | 1–1 | 3–5 | —   | 1–1 | 0–1 |
| «Шальке 04»                     | 1–0 | 2–0 | 2–3 | 3–1 | 1–2 | 1–0 | 4–0 | 2–1 | 2–3 | 2–2 | 2–1 | 1–2 | 4–1 | 4–1 | —   | 2–0 |
| «Штутгарт»                      | 2–0 | 5–0 | 2–0 | 2–1 | 0–0 | 2–2 | 4–0 | 4–1 | 0–1 | 1–2 | 1–1 | 0–3 | 1–0 | 3–1 | 2–0 | —   |

1. ↑  Гра «Гамбурга» проти «Боруссії» (Дортмунд) 7 грудня 1963 була перервана на 62-й хвилині за рахунку 1:2 через густий туман. Перегравання відбулося 21 грудня 1963 року і завершилося з рахунком 2:1[4].

## Найкращі бомбардири
30 голів
- Уве Зеелер («Гамбург»)

20 голів
- Фрідгельм Конецка («Боруссія» (Дортмунд))

19 голів
- Рудольф Брунненмаєр («Мюнхен 1860»)

18 голів
- Вільгельм Губертс («Айнтрахт» (Франкфурт-на-Майні))
- Клаус Матішак («Шальке 04»)

16 голів
- Лотар Еммеріх («Боруссія» (Дортмунд))
- Гайнц Штрель («Нюрнберг»)
- Карл-Гайнц Тілен («Кельн»)

15 голів
- Крістіан Мюллер («Кельн»)
- Дітер Геллер («Штутгарт»)
- Герт Дерфель («Гамбург»)

## Склад чемпіонів
| «Кельн» |
| --- |
| Воротарі: Фріц Еверт (26); Антон Шумахер (4). Захисники: Лео Вільден (29 / 1); Антон Рег (29); Фріц Потт (27 / 1); Маттіас Геммерсбах (17). Півзахисники: Ганс Штурм (30 / 13); Вольфганг Оверат (30 / 9); Гельмут Бентгаус (27 / 1); Ганс Шефер (22 / 12); Вольфганг Вебер (17 / 3). Нападники: Карл-Гайнц Тілен (25 / 16); Крістіан Мюллер (22 / 15); Гайнц Горніг (24 / 7); Карл-Гайнц Ріпкенс (1). (кількість ігор і голів наведені у дужках) Головний тренер: Георг Кнепфле. Був у заявці, але не взяв участі у жодній грі чемпіонату: Фріц Броєр; Юрген Румор; Георг Штолленверк. |